# Bonito (Kampanien)
Bonito ist eine italienische Gemeinde mit 2216 Einwohnern (Stand 31. Dezember 2023) in der Provinz Avellino in der Region Kampanien.

## Geografie
Die Nachbargemeinden sind  Apice (BN), Grottaminarda, Melito Irpino und Mirabella Eclano. Ein weiterer Ortsteil ist Morroni.

## Infrastruktur

### Straße
- Autobahnausfahrt Grottaminarda A16 Neapel–Canosa
- Staatsstraße Venticano–Foggia

### Bahn
- Der nächste Bahnhof ist in Apice an der Bahnstrecke Caserta–Foggia zu finden.

### Flug
- Flughafen Neapel

## Wichtige Persönlichkeiten
- Salvatore Ferragamo  (* 5. Juni 1898 in Bonito; † 7. August 1960) war ein italienischer Schuhdesigner und Namensgeber für das heutige, gleichnamige Unternehmen.